# Nossa Senhora da Oliveira
Nossa Senhora da Oliveira, ou simplesmente Senhora da Oliveira, é uma das invocações marianas ligadas à veneração pela Paixão de Cristo. Entre muitas outras localidades, é orago da Fajã de Cima (em Ponta Delgada, Açores), da Oliveira do Castelo (Guimarães), do Sobral da Abelheira (Mafra) e da vila de Tortosendo no concelho da Covilhã, onde segundo a lenda Nossa Senhora apareceu sobre uma Oliveira dando a uma menina paraplégica uma roca de fiar, a imagem de Nossa Senhora se venera na Igreja Matriz de Tortosendo onde tem lugar a sua festa no 1.º Domingo de Setembro.
No Brasil, Nossa Senhora de Oliveira também é padroeira das cidades Oliveira  e Senhora de Oliveira, ambas no estado de Minas Gerais, onde possuem uma igreja matriz de Nossa Senhora de Oliveira.

Existe a Igreja de Nsa. Sra. da Oliveira, no Distrito de Oliveira dos Campinhos, no município de Santo Amaro (Bahia), Bahia. Concluída a construção na segunda metade do século XVIII, por volta de 1770. Tombada pelo IPHAN, sob n.º 788 do livro de história, em 24/06/1942.